# Kričak Bekavci (kulturno-povijesna ruralna cjelina)
Kulturno-povijesna ruralna cjelina Kričak Bekavci u Gornjim Brelima, općina Brela, zaštićeno kulturno dobro.

## Opis dobra
Datira iz 19. stoljeća. Kričak Bekavci su stambeno-gospodarski sklop organiziran oko zatvorenog, lako branjivog, dvorišta s nekoliko stambenih građevina, uključivši školu, i gospodarskih objekata sjeverno i istočno od njega. Stambeno-gospodarski sklop Kričak Bekavci-Ivandići ističe se skladnošću: središnji dio čine dvije katnice poluskošenih dvostrešnih krovova međusobno povezane terasom sa zidanim parapetom postavljenom na zidanim pilastirima povezanim plitkim lukovima i izvedenom na zidanoj konstrukciji bačvastog svoda. Dvorište popločano kamenim pločama bilo je središte života zajednice: gospodarskog (konobe u prizemlju, tijesak za grožđe i presa za masline, cisterna za vodu s dvije krune) i društvenog.

## Zaštita
Pod oznakom Z-5350 zavedena je kao nepokretno kulturno dobro - kulturno-povijesna cjelina, pravna statusa zaštićena kulturnog dobra, klasificirano kao "ruralna cjelina".